# Psychologie des facultés
La psychologie des facultés représente l'esprit comme un ensemble de modules séparés ou de facultés assignés à des tâches mentales variées. Ce point de vue est explicite dans les ouvrages sur la psychologie des théologiens médiévaux scolastiques, tels que saint Thomas d'Aquin. 
Il est aussi présent, bien que plus implicitement, dans la formulation de la phrénologie de Franz Joseph Gall, la pratique maintenant mal famée de la mesure de la personnalité et des traits sensoriels en estimant la masse cervicale des organes sur la tête pour trouver des moyens d'améliorer le comportement.
Cependant, la psychologie des facultés est réapparue dans le concept de modularité de l'esprit de Jerry Fodor, qui suppose que différents modules gèrent de façon autonome les afférences sensorielles et d'autres fonctions mentales.